# Тошек (гмина)
Тошек (пол. Toszek) — городско-сельская гмина (волость) в Польше, входит как административная единица в Гливицкий повет, Силезское воеводство. Население — 10 366 человек (на 2006 год).

## Демография
| Перепись                       | Всего   | Всего | Женщины | Женщины | Мужчины | Мужчины |
| ------------------------------ | ------- | ----- | ------- | ------- | ------- | ------- |
| Единицы                        | человек | %     | человек | %       | человек | %       |
| Население                      | 10 547  | 100   | 5435    | 51,5    | 5112    | 48,5    |
| Плотность населения (чел./км²) | 107     | 107   | 55,2    | 55,2    | 51,9    | 51,9    |

## Поселения
В состав гмины входит её центр город Тошек, а кроме того, следующие солецтва:
1. Богушице
2. Вильковички
3. Котлишовице
4. Котулин
5. Лигота-Тошецка
6. Павловице
7. Пачина
8. Пачинка
9. Писажовице
10. Плужничка
11. Пнюв
12. Пробощовице
13. Сарнув
14. Чоховице

Кроме того, имеются выселки, не имеющие статуса солецтва:
1. Бжезина
2. Близец
3. Вжосы
4. Грабина
5. Грабув
6. Залесе
7. Копанина
8. Котулин-Малы
9. Лончки
10. Ляс
11. Ляура
12. Накло
13. Скалы
14. Сроча-Гура
15. Шклярня

## Фотографии

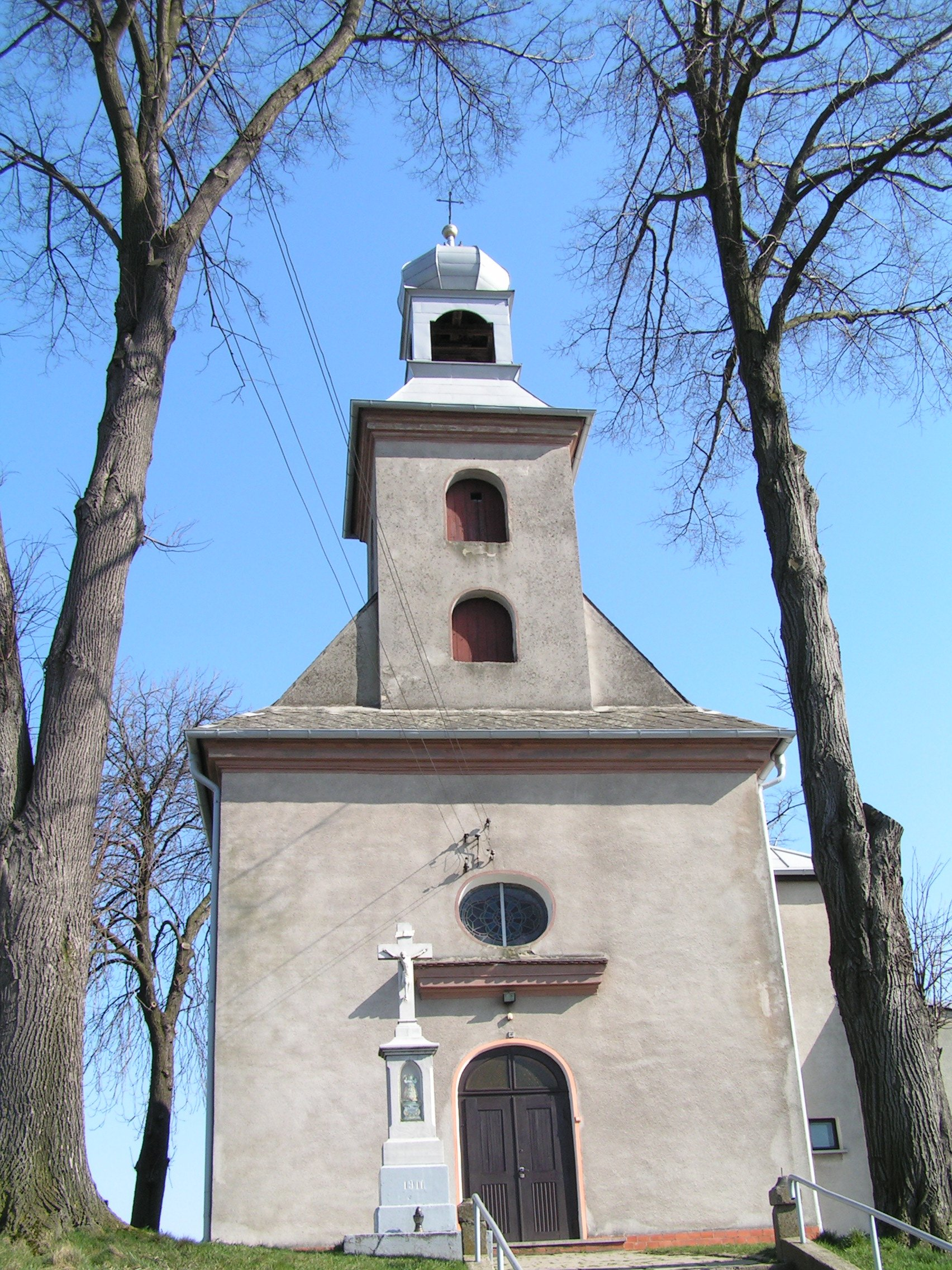
Костёл
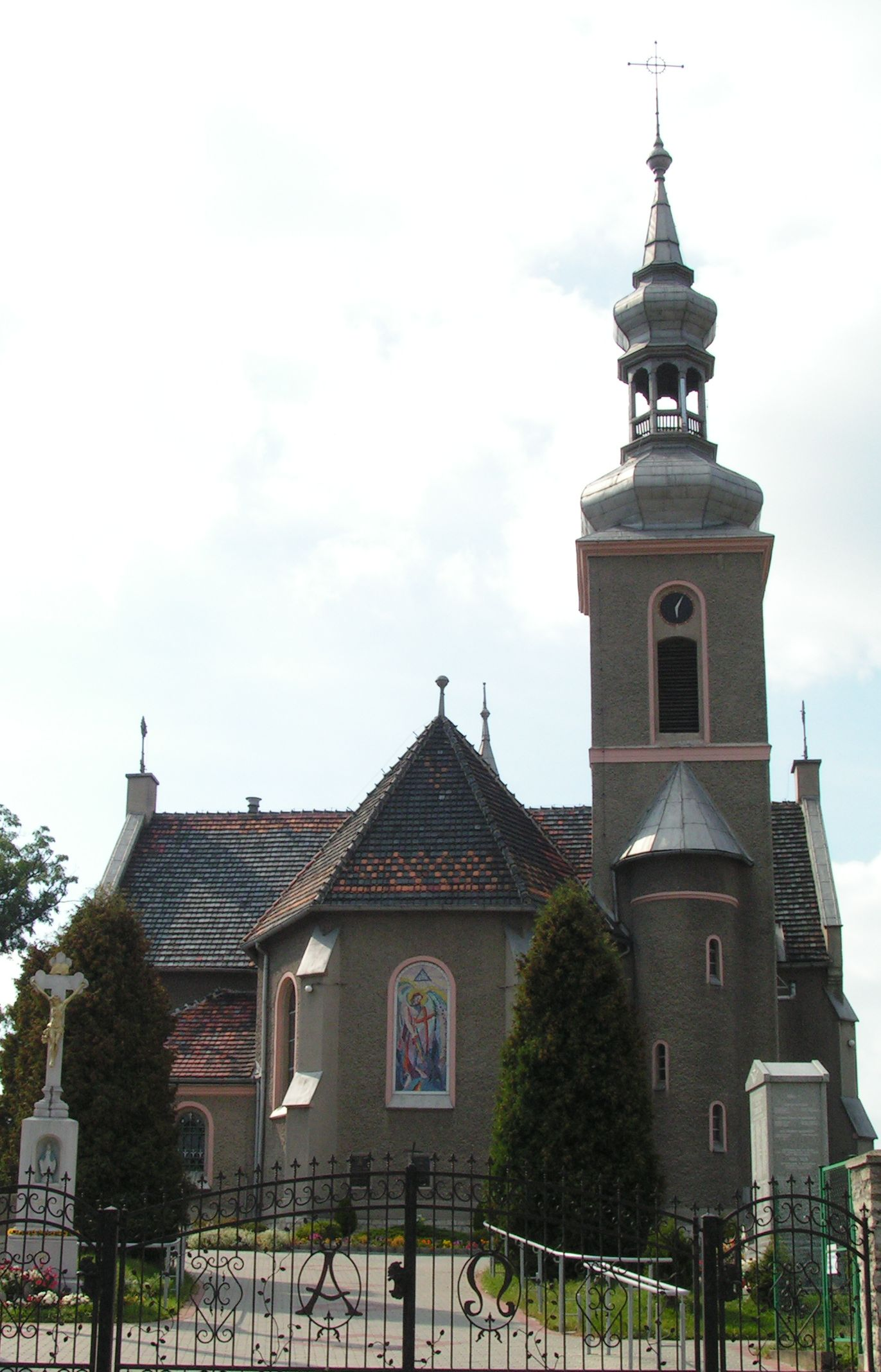
Костёл
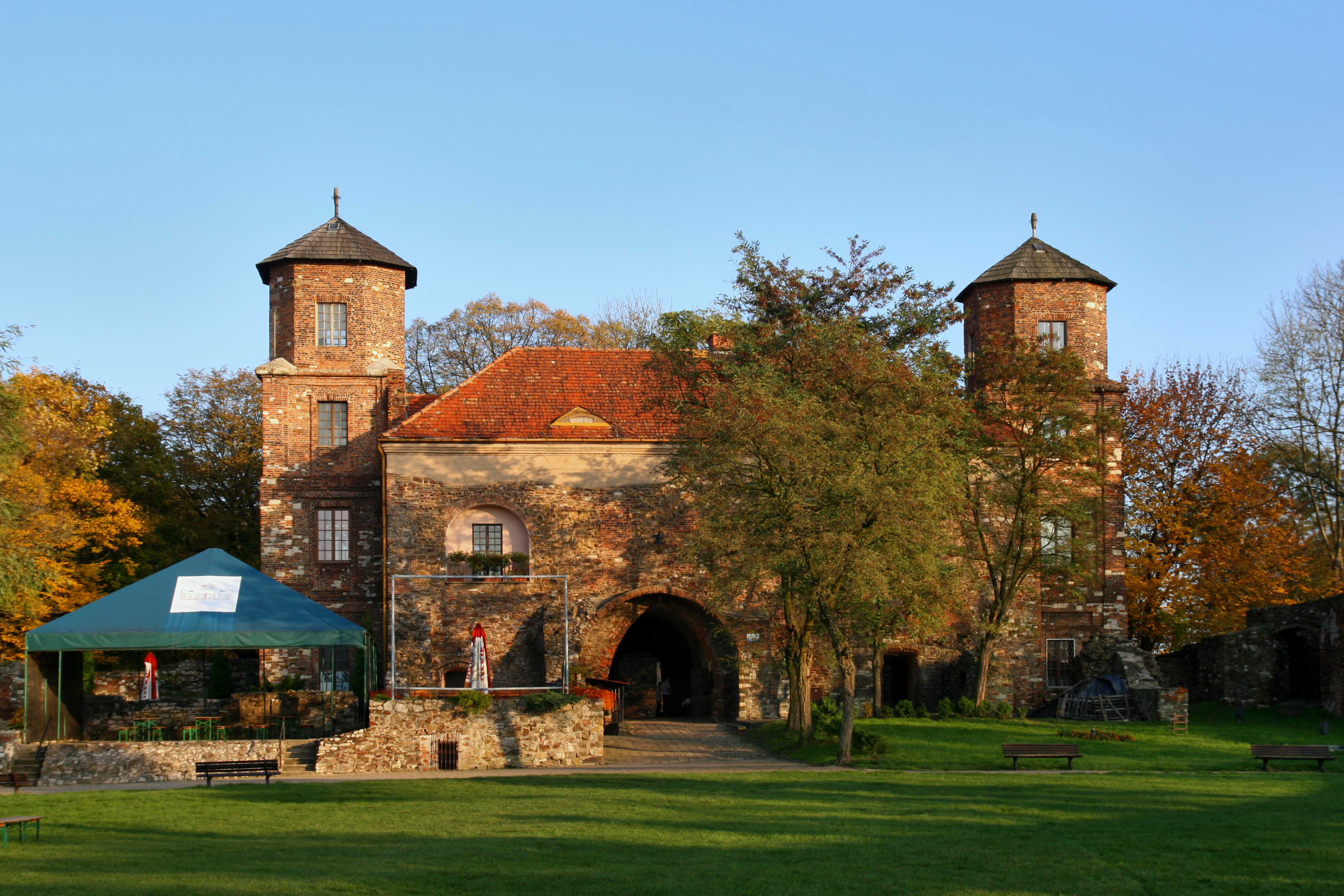